# Anders Tegnell
Nils Anders Tegnell (Uppsala, 17 aprile 1956) è un medico ed epidemiologo svedese, specializzato in infettivologia.
Dal 2013 svolge la funzione pubblica di epidemiologo di Stato per la Svezia. È noto per il suo ruolo svolto nel contrasto della pandemia di influenza suina del 2009 e della pandemia di COVID-19 del 2020.

## Biografia
Nato a Uppsala da Ingemar Tegnell (1932–2017), un agronomo, e Karin Olsson (1931–1972), impiegata dell'ufficio postale, Anders Tegnell cresce a Linköping, a eccezione di un breve periodo passato in Etiopia dove il padre lavorò in alcuni progetti di sviluppo. 
Nel 1985 si laurea in medicina all'Università di Lund e in seguito comincia a lavorare in ospedale a Östersund, specializzandosi successivamente in infettivologia presso l'Ospedale universitario di Linköping. Nel 1990 si trova a curare il primo paziente che presenta febbre emorragica in Svezia, che si pensa sia dovuta ad Ebola o malattia da virus Marburg.
Tra il 1990 e il 1993 lavora in Laos per l'Organizzazione mondiale della sanità allo scopo di implementare programmi di vaccinazione. Nel 1995 fa parte di un gruppo di esperti svedesi, appartenenti a Medici senza frontiere, inviati per contrastare una epidemia di Ebola scoppiata a Kikwit, nell'allora Zaire. Dal 2002 al 2003 collabora con la Commissione europea contro la minaccia bioterroristica dell'uso di agenti quali l'antrace e il vaiolo.
Tegnell consegue il dottorato in medicina all'Università di Linköping nel 2003, con una tesi riguardante i rischi di infezione in cardiochirurgia. L'anno successivo ottiene anche il Master of Science in epidemiologia presso la London School of Hygiene & Tropical Medicine. Dal 2004 al 2005 lavora presso l'Istituto per le malattie infettive, e dal 2005 presso il Consiglio nazionale per la salute e il benessere. Lo stesso anno viene nominato membro dell'Accademia reale svedese di scienze belliche. A capo del dipartimento controllo malattie infettive dell'agenzia statale, ha un ruolo chiave nella stesura del programma di vaccinazione su larga scala per la pandemia di influenza suina H1N1 del 2009. Il piano vaccinale è stato al centro di controversie dopo che circa 500 tra bambini e adolescenti hanno sviluppato narcolessia consequentemente alla somministrazione del vaccino; Tegnell ha comunque difeso l'uso del vaccino Pandemrix sostenendo, tenuto conto dei risultati ottenuti, che "è molto difficile bilanciare 400 bambini con narcolessia contro circa 100 decessi".
Dal 2010 al 2012 è a capo del dipartimento di Gestione della conoscenza per l'assistenza sanitaria della stessa agenzia, e in seguito viene nominato capo dipartimento all'Istituto per le malattie infettive. Il 1º marzo 2013 assume l'incarico di epidemiologo di Stato presso l'Istituto per le malattie infettive, diventato nel 2014 parte della neonata Agenzia di sanità pubblica.

### Pandemia di COVID-19
Con il diffondersi nel marzo 2020 della pandemia di COVID-19 nei Paesi occidentali, molti governi hanno imposto misure di quarantena limitando l'attività lavorativa ai soli servizi essenziali e introducendo per la popolazione l'obbligo di restare in casa fatti salvi motivi eccezionali per procurarsi il cibo o motivi di salute. In questo contesto si contraddistingue l'approccio di contenimento totalmente differente attuato dalla Svezia, e sostenuto dall'epidemiologo di Stato Anders Tegnell, che piuttosto che ricorrere a divieti e imposizioni fa affidamento sulla responsabilità dei singoli cittadini. In questo modo non viene imposto alcun lockdown, preferendo invece focalizzarsi sull'igiene, il telelavoro, il distanziamento sociale, e limitando le prescrizioni solamente all'imposizione a bar e ristoranti del servizio ai tavoli, facendo inoltre divieto di assembramenti con più di 50 persone e di visita agli anziani nelle case di riposo, mantenendo peraltro aperte le scuole fino ai 16 anni di età. Alle persone di età superiore ai 70 anni e alle categorie a rischio viene consigliato l'autoisolamento.
La reale efficacia di questa politica di contenimento, ampiamente apprezzata dalla popolazione svedese, è stata oggetto di dibattito sia a livello mondiale sia a livello nazionale criticando il tasso di mortalità. L'Organizzazione mondiale della sanità, che nella fase iniziale dello sviluppo della pandemia aveva fortemente sostenuto l'adozione di misure rigide di confinamento, ha indicato il modello svedese come modello di riferimento per la fase di convivenza con il virus.
Spiegando la strategia adottata, Tegnell ha affermato che la Svezia è tradizionalmente legata alle misure volontarie e che in questo modo si potrebbe fondamentalmente andare avanti per mesi e per anni se necessario, mantenendo la possibilità di una ripresa molto veloce dell'economia. Si è espresso sulla chiusura dei confini definendola ridicola in quanto, alla data del 21 aprile 2020, il COVID-19 è ormai in ogni nazione europea. Inoltre ritiene che in piena pandemia sia insensato chiudere le scuole, e oltretutto per il benessere psichiatrico e fisico dei giovani è utile restare attivi. Ha negato il fatto che il raggiungimento dell'immunità di gregge sia alla base del piano di contenimento svedese, asserendo piuttosto la volontà di mantenere la velocità di trasmissione la più bassa possibile, pur convivendo con la malattia.